# Alfred Georg Ludvig Lehmann
Alfred Georg Ludvig Lehmann (* 29. Dezember 1858; † 26. September 1921 Kopenhagen) war ein dänischer Psychologe.

## Leben
Alfred Lehmann studierte bei Wilhelm Wundt und richtete später das erste Experimentallabor für Psychologie an der Universität Kopenhagen ein. 1890 wurde er Dozent, 1910 außerordentlicher und 1919 ordentlicher Professor. Er widmete sich vor allem der Untersuchung des Aberglaubens.
Alfred Lehmann war mit Ida Sophie Tørsleff (1866–1935) verheiratet, die gemeinsamen Töchter waren die Geodätin und Seismologin Inge Lehmann (1888–1993) und die Schauspielerin Harriet Lehmann (1890–1973).

## Werke
- Aberglaube und Zauberei, Scientia-Verlag, Aalen 1985, 4. dt. Auflage, ISBN 351100294X